# Hélène Receveauxová
Hélène Receveauxová (* 28. února 1991 Chenôve, Francie) je francouzská zápasnice–judistka.

## Sportovní kariéra
Judu se věnovala vrcholově od svých 16 let v Dijonu v klubu l'ADJ 21 pod vedením Anthony Rodrigueze. V roce 2016 následovala svého trenéra do Orléans, kde zápasí za klub US Orléans. Ve francouzské seniorské reprezentaci se pohybuje od roku 2012 v lehké váze na pozici reprezentační dvojky. V roce 2016 se kvalifikovala na olympijské hry v Riu, ale v nominaci musela ustoupit krajance Automne Paviaové

### Vítězství
- 2012 - 2x světový pohár (Řím, Abú Zabí)
- 2013 - 1x světový pohár (Madrid)
- 2016 - 2x světový pohár (Samsun, Abú Zabí)

## Výsledky
| Olympijské hry     |    |    | — |   |   |     | —  |    |  |  |  |  |  |  |  |  |  |  |  |  |  |  |  |  |
| Mistrovství světa  | —  | —  |   | — | — | úč. |    |    |  |  |  |  |  |  |  |  |  |  |  |  |  |  |  |  |
| Evropské hry       |    |    |   |   |   | —   |    |    |  |  |  |  |  |  |  |  |  |  |  |  |  |  |  |  |
| Mistrovství Evropy | —  | —  | — | — | — | —   | 5. | 3. |  |  |  |  |  |  |  |  |  |  |  |  |  |  |  |  |
| ME do 23 let       | 3. | 2. | — | — |   |     |    |    |  |  |  |  |  |  |  |  |  |  |  |  |  |  |  |  |
| MS juniorů         | 1. |    |   |   |   |     |    |    |  |  |  |  |  |  |  |  |  |  |  |  |  |  |  |  |
| ME juniorů         | 1. |    |   |   |   |     |    |    |  |  |  |  |  |  |  |  |  |  |  |  |  |  |  |  |